# Rezolucija Vijeća sigurnosti UN-a 724
Rezolucijom Vijeća sigurnosti UN-a 724, jednoglasno usvojenom 15. prosinca 1991., nakon ponovnog potvrđivanja rezolucija 713 (1991.) i 721 (1991.) i primanja na znanje izvješća glavnog tajnika Javiera Péreza de Cuéllara o situaciji u Jugoslaviji, vijeće se složilo da će nastaviti s prijedlozima za planiranu mirovnu operaciju u Jugoslaviji i odlučilo uspostaviti odbor Vijeća sigurnosti koji će razmatrati pitanja koja se odnose na embargo na oružje zemlji.
Djelujući prema Poglavlju VII Povelje Ujedinjenih naroda, Vijeće je zatražilo od svih država članica da izvijeste o mjerama koje su poduzele za provedbu općeg i potpunog embarga na svo oružje i vojnu opremu Jugoslaviji. Također je odlučio osnovati odbor Vijeća sigurnosti koji će ispitati mjere koje su države članice poduzele, uključujući kršenja embarga i načine za njegovo jačanje, zahtijevajući od svih država članica da surađuju s odborom. Ovlasti povjerenstva bile bi proširene na druga područja u kasnijim odlukama o situaciji.
Rezolucija je također ohrabrila glavnog tajnika da nastavi s humanitarnim naporima u Jugoslaviji, u suradnji s državama članicama i međunarodnim organizacijama kako bi se odgovorilo na potrebe civilnog stanovništva.
Rezolucija 724 bila je posljednja rezolucija Vijeća sigurnosti u kojoj je Sovjetski Savez sudjelovao prije nego što je raspad Sovjetskog Saveza finaliziran 11 dana kasnije, 26. prosinca. Stalno mjesto Sovjetskog Saveza u Vijeću sigurnosti preuzela je Ruska Federacija.

## Vanjske poveznice
| Wikizvor | Engleski Wikizvor ima izvorni tekst na temu: United Nations Security Council Resolution 724 |

- Text of the Resolution at undocs.org